# Larbi Boussa
Larbi Boussa, né le 24 octobre 1936 à Tizi Ouzou (Algérie) et mort le 12 octobre 2018 à Amboise, est un footballeur algérien reconverti dirigeant.
Boussa commence sa carrière au SCO Angers. En intégrant l’AC Amboise en 1962, il devient champion de DH Centre et participe au Championnat de France amateur. Il intègre ensuite l'AAJ Blois en 1965, devient champion du groupe Ouest et arrive en Division 2. En 1974, il réintègre l’AC Amboise. Il devient entraîneur du club pour la saison 1976-1977, qui accède à la Division d’Honneur. Larbi est ensuite président de l'ACA pendant treize ans de 1996 à 2009.

## Biographie

### Enfance et formation
Né en 1936 à Tizi Ouzou, en Algérie, Larbi Boussa passe par le SCO Angers au tout début de sa carrière.
Il intègre ensuite l'AC Amboise avec qui il est champion de DH Centre en 1963 et accède au Championnat de France amateur.

### Jusqu'en Division 2 avec Blois
En 1965, Boussa intègre l'AAJ Blois toujours en CFA dont il est champion du groupe Ouest en 1970 et accède ainsi en Division 2.
Larbi Boussa porte le maillot de l'AAJ Blois pendant neuf saisons, de 1965 à 1974. Il contribue à écrire quelques-unes des plus belles pages du club loir-et-chérien : que ce soit le titre de champion du groupe ouest de CFA en 1970 ou le quart-de-finale de Coupe de France, face à l'Olympique de Marseille l'année suivante.

### Fin de carrière dans le football
Boussa retourne à l'AC Amboise en 1974 pour une dernière saison en DH Centre avant de prendre sa retraite. Larbi Boussa devient alors employé de banque au Crédit agricole, puis entraîneur de l'ACA lors de la saison 1976-1977, et promeut l'équipe en DH Centre.
Larbi est président de l’AAJ Blois, pendant quelques saisons au début des années 1990.
En 1996, Boussa devient président de l'AC Amboise. Durant treize années passées à la tête du club, celui-ci connait quatre montées et remporte deux Coupes du Centre et autant de Coupes d'Indre-et-Loire. Il démissionne en 2009.

## Style de jeu
« Larbi jouait en défense centrale et il était très fort techniquement. On formait vraiment une équipe de copains et c’était un gars super », se souvient Jacky Gourault, le président d’honneur du Blois Foot 41. Jean-Claude Peigné, le gardien de but de l’époque, se souvient lui aussi très bien de celui que tous ses coéquipiers avaient surnommé Boubou : « Il était professionnel jusqu’au bout des ongles. C’était un équipier parfait, un vrai copain… Il ne fallait pas qu’un joueur adverse vienne me chercher… ».

## Statistiques
Ce tableau présente les statistiques de Larbi Boussa,.
| Saison                | Club                  | Championnat           | Championnat | Championnat | Coupe(s) nationale(s) | Coupe(s) nationale(s) | Total | Total |
| Saison                | Club                  | Division              | M.          | B.          | M.                    | B.                    | M.    | B.    |
| 1962-1963             | AC Amboise            | DH Centre             | -           | -           | -                     | -                     | 0     | 0     |
| 1963-1964             | AC Amboise            | CFA                   | -           | -           | -                     | -                     | 0     | 0     |
| 1964-1965             | AC Amboise            | CFA                   | -           | -           | -                     | -                     | 0     | 0     |
| Sous-total            | Sous-total            | Sous-total            |             |             |                       |                       | 0     | 0     |
| 1965-1966             | AAJ Blois             | CFA                   | 22          | 1           | 1                     | -                     | 23    | 1     |
| 1966-1967             | AAJ Blois             | CFA                   | 22          | -           | -                     | -                     | 22    | 0     |
| 1967-1968             | AAJ Blois             | CFA                   | 30          | 2           | -                     | -                     | 30    | 2     |
| 1968-1969             | AAJ Blois             | CFA                   | 25          | -           | -                     | -                     | 25    | 0     |
| 1969-1970             | AAJ Blois             | CFA                   | 30          | 2           | -                     | -                     | 30    | 2     |
| 1970-1971             | AAJ Blois             | D2                    | 29          | -           | 1                     | -                     | 30    | 0     |
| 1971-1972             | AAJ Blois             | D2                    | 28          | -           | -                     | -                     | 28    | 0     |
| 1972-1973             | AAJ Blois             | D2                    | 33          | 1           | -                     | -                     | 33    | 1     |
| 1973-1974             | AAJ Blois             | D2                    | -           | -           | -                     | -                     | 0     | 0     |
| Sous-total            | Sous-total            | Sous-total            |             |             |                       |                       | 0     | 0     |
| 1974-1975             | AC Amboise            | DH Centre             | -           | -           | -                     | -                     | 0     | 0     |
| Total sur la carrière | Total sur la carrière | Total sur la carrière | 219         | 6           | 1                     | 0                     | 220   | 6     |

## Palmarès
- CFA
  - Champion du groupe Ouest en 1970 avec l'AAJ Blois

- DH Centre (2)
  - Champion en 1963 et 1975 avec l'AC Amboise